# Chalfont St Giles
Chalfont St Giles – wieś w Anglii, w hrabstwie Buckinghamshire, w dystrykcie (unitary authority) Buckinghamshire. Leży 34 km na północny zachód od centrum Londynu. W 2001 miejscowość liczyła 6696 mieszkańców.